# Jesenice (districtul Rakovník)
Jesenice (în germană Jechnitz) este un oraș și o comună din districtul Rakovník din regiunea Boemia Centrală a Cehiei. Are o populație de aproximativ 1.700 de locuitori.
Principalul obiectiv turistic al orașului Jesenice este Biserica Sfinților Petru și Pavel. Biserica Sfântul Iacob cel Mare se află în Podbořánky, reconstruită în stil baroc.

## Diviziuni administrative
Jesenice este alcătuit din șase diviziuni administrative (populația este între paranteze conform recensământului din 2021):
- Jesenice (1,497)
- Bedlno (15)
- Chotěšov (39)
- Kosobody (22)
- Podbořánky (30)
- Soseň (14)

Podbořánky formează o exclavă a teritoriului comunei.

## Etimologie
Numele său este derivat din adjectivul jesenná (derivat din jasan, cu sensul de „frasin”) și inițial se referea la o pajiște între frasini sau o apă care curgea printre frasini.

## Geografie
Jesenice se află la aproximativ 18 kilometri (11 mi) vest de Rakovník și la 60 kilometri (37 mi) vest de capitala Praga. Se găsește în Munții Rakovník. 
Cel mai înalt punct al comunei se află pe dealul Obecní vrch la 589 metri (1.932 ft) deasupra nivelului mării. 
Pârâul Rakovnický potok, care are 48,5 km, curge prin comună. Acesta alimentează un sistem de iazuri de pește.

## Istorie
Prima mențiune scrisă a localității Jesenice datează din anul 1321. Probabil a fost fondat în secolul al XIII-lea. De la sfârșitul secolului al XIV-lea până în 1848, Jesenice a fost parte a moșiei Petrohrad.
Satul a fost promovat la rangul de oraș în 1409.
La sfârșitul secolului al XV-lea, a fost creat un sistem de iazuri de pește și s-au pus astfel bazele pisciculturii.
Jesenice a atins cea mai mare dezvoltare a sa la sfârșitul secolului al XIX-lea - începutul secolului al XX-lea. După ce și-a pierdut statutul de oraș în urma celui de-Al Doilea Război Mondial, Jesenice a redevenit oraș în 2008.

## Transporturi
Jesenice se află pe linia de cale ferată Rakovník– Bečov nad Teplou⁠(d).

## Obiective turistice

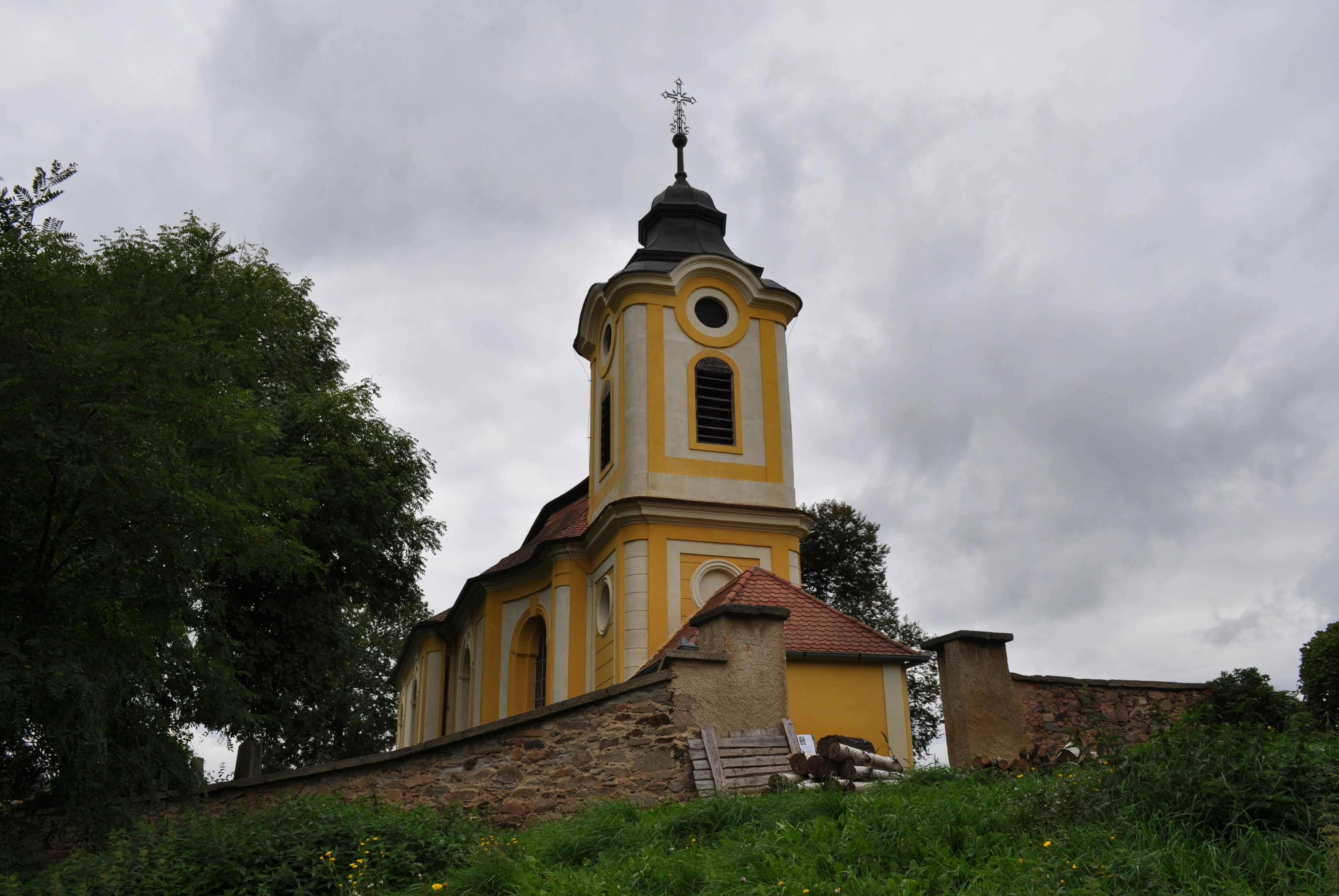
Biserica Sfântul Iacob cel Mare

Principalul obiectiv turistic al orașului Jesenice este Biserica „Sfinților Petru și Pavel”. Inițial a fost o biserică romanică fortificată, din care s-a păstrat turnul romanic. Din secolul al XII-lea până în secolul al XVIII-lea, biserica a fost modificată treptat și i s-au adăugat capele baroce.
Biserica „Sfântul Iacob cel Mare” se găsește în Podbořánky. Existența sa a fost atestată documentar pentru prima dată în anul 1367. Aspectul actual al bisericii datează din 1781, când a fost reconstruită în stil baroc. Parohia în stil baroc târziu, de lângă biserică, datează din 1788.